# Bobbejaan

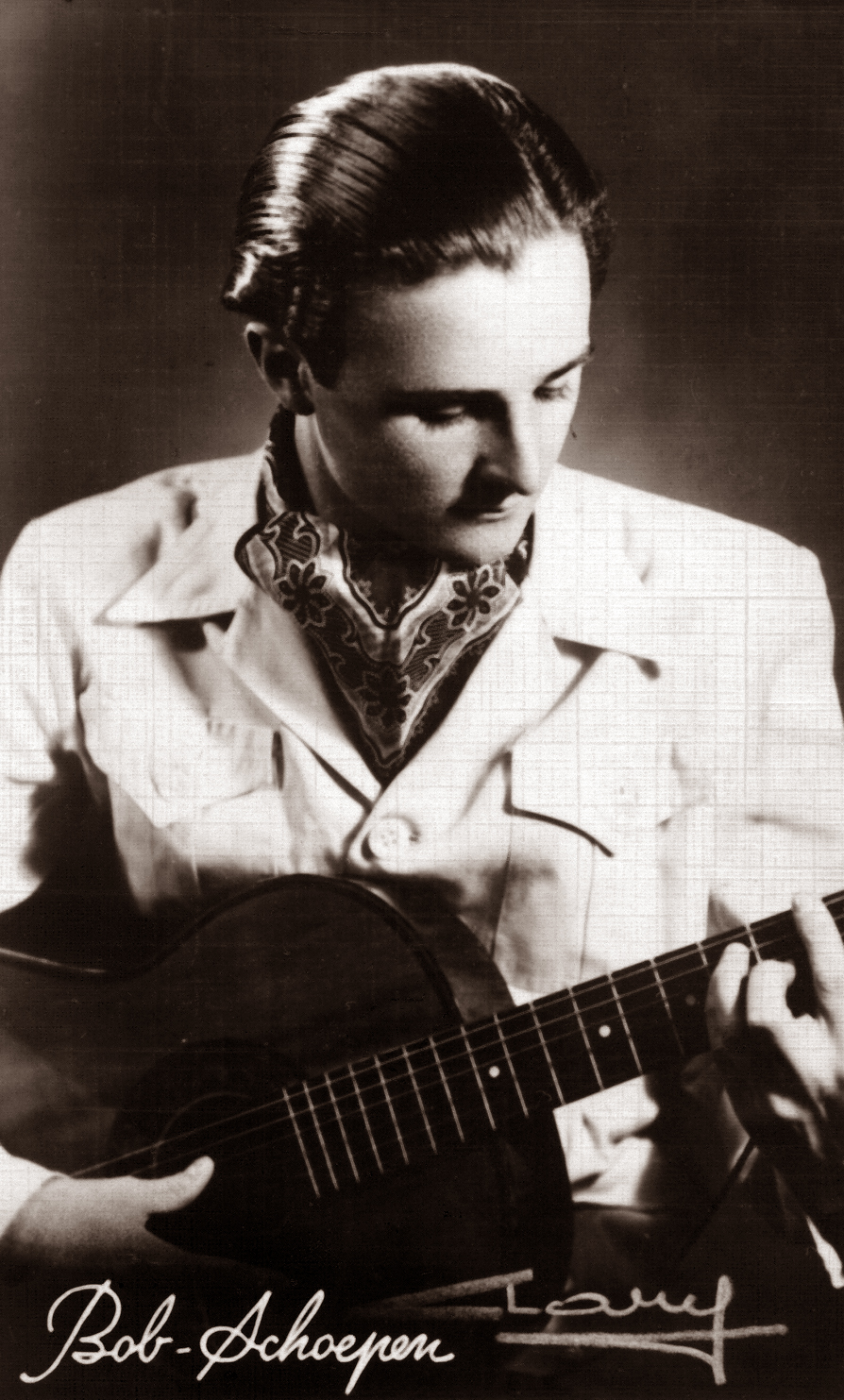
Bobbejaan (1943)

Bobbejaan, auch Bobby Jaan oder Bobbejaan Schoepen, (* 16. Mai 1925 als Modest Hyppoliet Joanna Schoepen in Boom; † 17. Mai 2010 in Turnhout) war ein belgischer Sänger und Entertainer und einer der ersten europäischen Vertreter der Country-Musik. Er war der Gründer des belgischen Freizeitparks Bobbejaanland.
Bobbejaan war ein klassisch geschulter Sänger, Gitarrist und Kunstpfeifer. Sein Künstlername stammte von dem südafrikanischen Lied Bobbejaan klim die berg. „Bobbejaan“ ist Afrikaans für Pavian, und dieser Titel heißt übersetzt „Der Pavian erklimmt den Berg“. Von seinem 482 Titel zählenden Repertoire hat er mehr als fünf Millionen Platten aus so unterschiedlichen Bereichen wie Kleinkunst, Soundtracks für Filme, Chansons, Country- und Volksmusik verkauft. Er erhielt im Laufe seiner Karriere 25 Mal die Goldene Schallplatte.

## Biografie

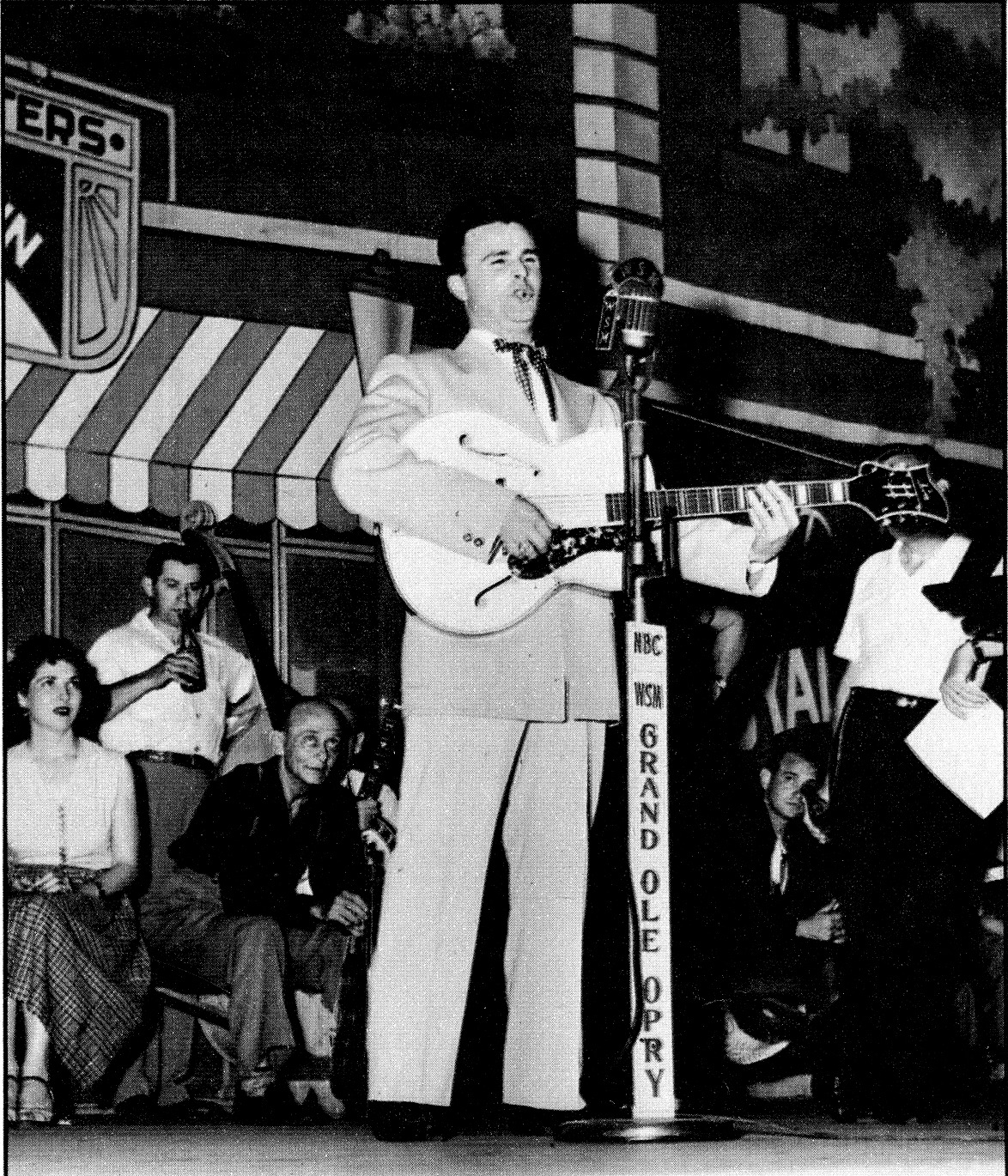
Bobbejaan in der Grand Ole Opry, 1953

Bobbejaan wuchs mit fünf Geschwistern in Belgien auf. Nach der Schule lernte er Schmied, nachdem sein Vater bereits Hufschmied gewesen war. Als junger Mann trat er in einer Theatergruppe seines Heimatdorfes auf und wurde so regional bekannt. 1943 gab er sein Debüt mit einem Auftritt in der Antwerpener Ancienne Belgique. Vor vollem Saal sang er das südafrikanische Lied Neen mamma, ’n Duitseman, die wil ek nie. Want Schweinefleisch dat lus ek nie („Nein Mama, einen Deutschen will ich nicht, denn Schweinefleisch, das mag ich nicht“), worauf die Nazis ihn abführten und die Ancienne Belgique für drei Wochen geschlossen wurde
.

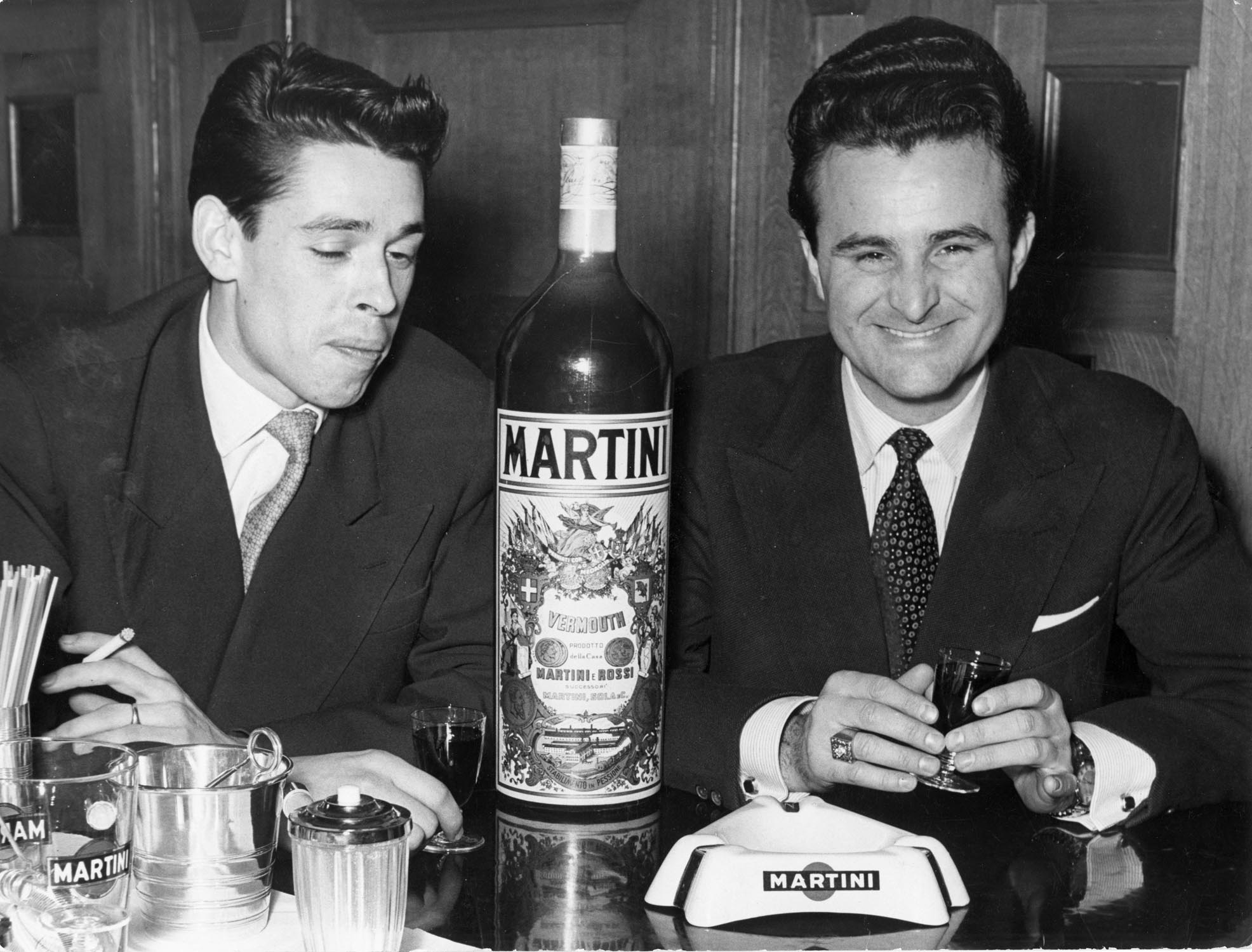
Bobbejaan (rechts) mit Jacques Brel, 1955

1948 konnte er in Belgien seine erste Schallplatte De jodelende fluiter mit Django Reinhardt und seinem Orchester aufnehmen. Dadurch erhielt er Auftritte bei verschiedenen Rundfunksendungen. 1948 spielte er für die amerikanische Armee während der Zeit der Nürnberger Prozesse. 1949 ging Bobbejaan mit der niederländischen Armee auf Konzertreise nach Indonesien, später tourte er mit Josephine Baker, Caterina Valente, Gilbert Bécaud und Toots Thielemans, der 1951 als Gitarrist in seinem Orchester spielte. 1953 führten ihn weitere Tourneen in die USA, wo er unter anderem als einer der ersten Europäer in der Grand Ole Opry auftrat. 
1954 trat er in Skandinavien und Island auf. Im Januar 1955 spielte Jacques Brel in der Brüsseler Ancienne Belgique eine Woche lang in seinem Vorprogramm, im September 1955 tourte Bobbejaan durch mehrere Städte in Deutschland und ab Oktober desselben Jahres durch den Kongo. Bobbejaan trat von 1958 bis 1961 in Belgien auch mit einer eigenen Show in einem Zirkuszelt auf. Zwischen 1950 und 1967 spielte er in fünf Filmen mit, darunter in den beiden deutschen Produktionen: O sole mio (1960) und Davon träumen alle Mädchen (1961). 1957 führten ihn erneut Tourneen in die USA, wo er unter anderem in der Ed Sullivan Show auftrat. Im selben Jahr nahm Bobbejaan für Belgien am Grand Prix Eurovision de la Chanson teil und erreichte mit seinem Lied Straatdeuntje den 8. Platz. 1958 spielte er auf dem Galaball der britischen Queen Mum.
1959 sang Bobbejaan bei dem bekannten deutschen Komponisten Peter Kreuder vor. Daraufhin bekam er einen Plattenvertrag bei der deutschen Plattenfirma Ariola, die Anfang 1960 die erste Single mit dem Titel Ich steh’ an der Bar und habe kein Geld, eine Coverversion von A Pub with No Beer des Australiers Slim Dusty veröffentlichte. In den Top 50 der deutschen Musikzeitschrift Musikmarkt kam das Lied auf Platz sechs und konnte sich in den Charts 32 Wochen halten. In Belgien wurde der Song ein Nummer-eins-Hit. Nach diesem Erfolg veröffentlichte Bobbejaan in Deutschland in den folgenden Jahren noch weitere Singles und kam mit den Titeln Ich weine in mein Bier (1960) und Wie ’ne Kneipe ohne Bier (1962) erneut in die Hitlisten. 
Seine Eigenkomposition Ich hab’ Ehrfurcht vor schneeweißen Haaren wurde 1963 in der Version mit Camillo Felgen und 1971 in der Version mit Heino (Liebe Mutter) erfolgreich. Einschließlich der instrumentalen Version von James Last sind von diesem Lied mehr als drei Millionen Exemplare verkauft worden. 1965 folgten Hits in Frankreich mit Je me suis souvent demandé (mit Richard Anthony) und 1974 in den USA mit Fire and Blisters mit Tex Williams.

## Bobbejaanland

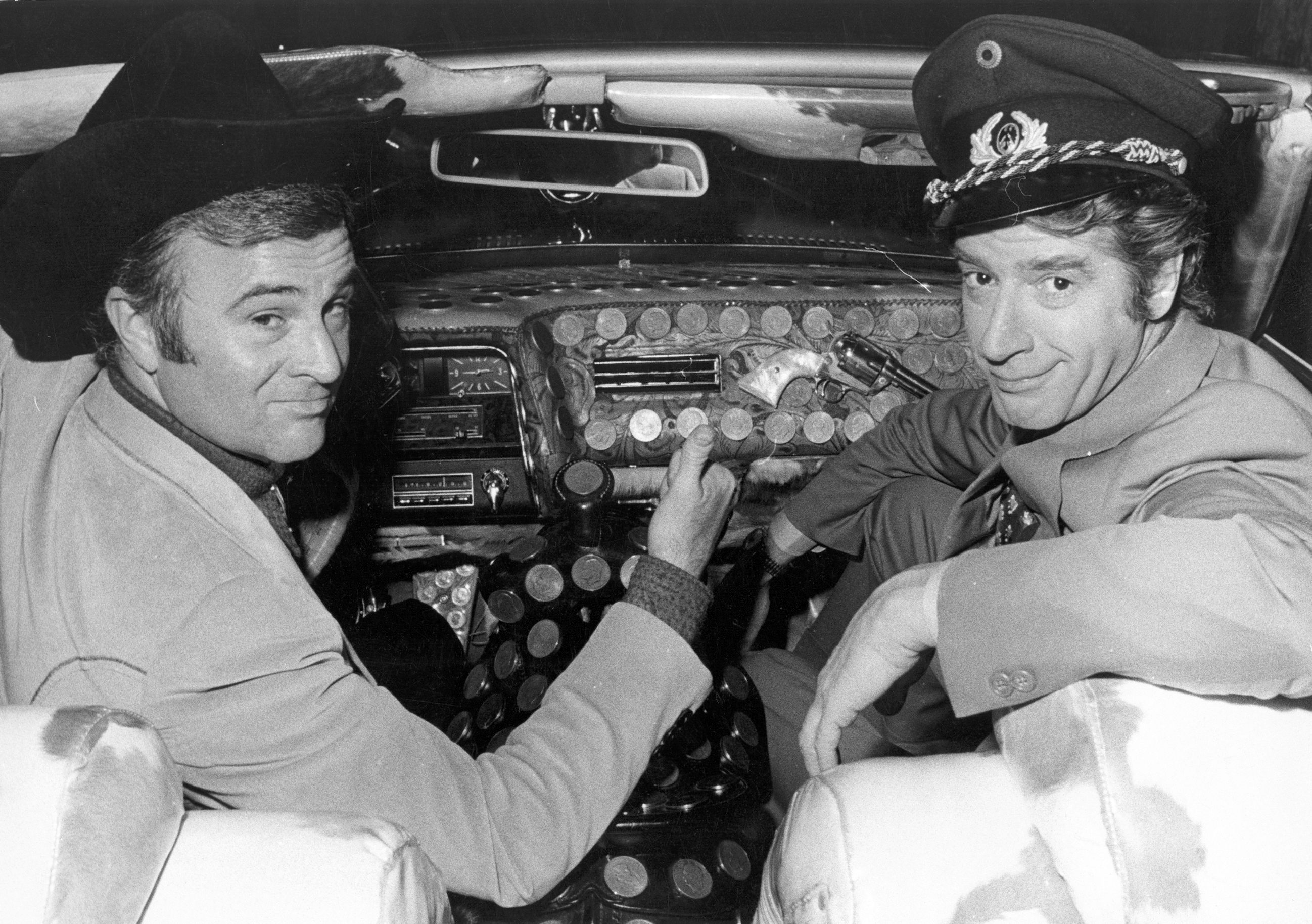
Bobbejaan und Rudi Carrell, 1974

Von 1959 bis 1961 ließ Bobbejaan im belgischen Sumpfgebiet Kasterlee den Park Bobbejaanland bauen. Im Mittelpunkt des Parks standen Wasserspaß und Varieté, unter anderem stand Bobbejaan mit Ilse Werner, Rex Gildo und Michael Holm auf der Bühne. Auf Anraten des Phantasialand-Inhabers Gottlieb Löffelhard wurde Bobbejaanland ab 1975 zu einem Freizeitpark ausgebaut und entwickelte sich in den Beneluxstaaten sowie den Grenzgebieten Frankreichs und Deutschlands zur touristischen Attraktion. 2004 verkaufte Bobbejaan unter anderem aus gesundheitlichen Gründen den Park an eine spanische Gruppe.

## Letzte Jahre
2005 hatte Bobbejaan im Rahmen des Literaturfestivals Saint Amour vier kurze Auftritte. 2007 wurde er in Belgien für sein musikalisches Lebenswerk mit dem ZAMU Lifetime Achievement Award ausgezeichnet. 2006 arbeitete er nach einer überstandenen Darmkrebserkrankung an einem neuen Musikprojekt, bei dem Geike Arnaert (Hooverphonic), Axelle Red und DAAN von Dead Man Ray mitwirkten, dieses Album – Bobbejaan – wurde im Mai 2008 in Belgien veröffentlicht. Im Juli 2008 wurde er als Kunstpfeifer in die US-amerikanische Whistlers Hall of Fame aufgenommen. 
Bobbejaan war ab 1961 mit der Opernsängerin Josée Jongen verheiratet und Vater von fünf Kindern. Er starb 2010 im Alter von 85 Jahren. 

## Diskografie (Deutschland)
Singles (Veröffentlichung, A/B-Seite, Katalog-Nr.)
Ariola
- 1960: Ich steh an der Bar / Roy, Old Boy, 35337
- 1960: Ich weine in mein Bier / Ein Häuschen in der Heide, 35229
- 1960: Viel bittere Tränen / Marina, 35351
- 1961: Kili-Watsch / Die letzte Rose, 45037
- 1961: Ich muß ein Cowboy sein / Spiel Gitarre, 45102
- 1962: Wie ’ne Kneipe ohne Bier / Das hat mir grad noch gefehlt, 45374
- 1963: Die Katz kam wieder / Schön langsam und nicht zu schnell, 10164
- 1963: Olala Luise / Wie ein Wanderpokal, 10166
- 1960: Was kann ich denn dafür / Zwischen Tennessee und Oklahoma, 10168
- 1964: Was meine Frau alles wissen will / Ein volles Glas, 10990
- 1964: Der Weg nach Winnipeg / Texas-Rangers Abschied, 10992

Palette
- 1963: Ach wär ich nur... / Mein Pony und ich, 40102

Decca Records
- 1969: Das treibt den Mann an die Theke / Ich hab’ kein Geld für ein Orchester, 19967

## Filmografie (Auswahl)
- 1950: Oh! It’s So Good to Be Home
- 1960: O sole mio
- 1961: Davon träumen alle Mädchen
- 1962: At the Drop of a Head

## Auszeichnungen
- Urkunde für Mut und Selbstaufopferung für die musikalische Unterstützung der niederländischen Frontkämpfer in Indonesien, 1949
- Education Artistique, Diplôme de Croix d’Honneur de Chevalier, Paris 1965
- Platinplatte für 30 Jahre Hits, Telstar Holland 1978
- Ritter des Kronenordens, Belgien 1986
- SABAM-Medaille, Belgien 1993 und 1995
- Urkunde des Ordens von Leopold II., Belgien 1995
- Aufnahme in die „Hall of Fame“ von Radio2, Belgien 2000
- ZAMU Lifetime Achievement Award, Belgien 2007
- Aufnahme in die „Whistlers Hall of Fame“ 2008
- Offizier des Kronenordens, Belgien 2009